# Oki-no-erabu
Cet article concerne une langue. Pour l'île du même nom, voir Okinoerabujima.
L'oki-no-erabu est une langue parlée au Japon, dans le sud de la préfecture de Kagoshima, sur l'île d'Okino-erabu-jima des îles Amami. Elle fait partie du groupe des langues ryūkyū, apparentées au japonais.

## Phonologie

### Voyelles
|         | Antérieure    | Centrale      | Postérieure   |
| ------- | ------------- | ------------- | ------------- |
| Fermée  | /i/ [i] ~ [ɪ] |               | /u/ [u] ~ [ʊ] |
| Moyenne | /e/ [e]       |               | /o/ [o]       |
| Ouverte |               | /a/ [a] ~ [ɑ] |               |

Les principales voyelles en oki-no-erabu sont /a/, /i/ et /u/. Les voyelles /e/ et /o/ sont peu fréquentes. Le dialecte kunigami possède également la voyelle [ɨ], mais elle ne peut plus être considérée comme un phonème à part entière car celle-ci tend à devenir un allophone de [i] ou de [e]. Les voyelles peuvent être longues.

### Consonnes
|           |          | Bilabiale            | Alvéolo-palatale            | Palatale        | Vélaire | Glottale            |
| --------- | -------- | -------------------- | --------------------------- | --------------- | ------- | ------------------- |
| Occlusive | Sourde   | /p/                  | /t/                         | /c/ [t͡s] ~ [t͡ʃ] | /k/     | /ʔ/                 |
| Occlusive | Voisée   | /b/                  | /d/                         |                 | /ɡ/     |                     |
| Fricative | Sourde   | /f/ [ɸ] ~ [ɸʷ] ~ [h] | /s/ [s] ~ [ʃ]               |                 |         | /h/ [h] ~ [ç] ~ [ɸ] |
| Fricative | Voisée   |                      | /z/ [z] ~ [d͡z] ~ [ʒ] ~ [d͡ʒ] |                 |         |                     |
| Nasale    | Nasale   | /m/                  | /n/ [n] ~ [m] ~ [ŋ]         |                 |         |                     |
| Battue    | Battue   |                      | /r/ [ɾ]                     |                 |         |                     |
| Spirante  | Spirante | /w/                  |                             | /j/             |         |                     |

#### Coup de glotte
Le coup de glotte /ʔ/ est classé à part du panel consonantique de l'oki-no-erabu. En effet, il peut survenir sur certaines consonnes nasales et spirantes.
- /ʔm/ ; /ʔw/ ; /ʔj/ ne peuvent apparaitre qu'au début d'un mot.
- /ʔm/ et /ʔw/ peuvent être suivis par /a/ ou /ʔj/ puis par /a/, /u/ ou /o/.

Exemples de mots comportant des consonnes non glottalisées comparés à d'autres dont la consonne initiale est glottalisée :
- /maa/ ‘ici’ et /ʔmaa/ ‘là’ ;
- /waa/ ‘nous’ et /ʔwaa/ ‘cochon’ ;
- /juu/ ‘eau chaude’ et /ʔjuu/ ‘poisson’.

#### Allophones
[ɸ], [ɸʷ] et [h] sont allophones. Exemples :
- [ɸaː] ~ [haː] ‘dent’ ;
- [ɸatuː] ~ [ɸʷatuː] ‘pigeon’.

[h], [ç] et [ɸ] sont, dans d'autres contextes, également allophones :
- [h] apparait devant /a/, /e/ et /o/ ;
- [ç] apparait devant /i/ ;
- [ɸ] apparait devant /u/.

Cependant, /fa/ et /ha/ ne sont pas allophones.
Les différentes façons de prononcer les consonnes nasales moriques sont allophones. Cependant, leur point d'articulation dépend de la consonne qui suit, sauf à la fin d'un mot, où elle est prononcée [ŋ]. Exemples :
- /cintai/ [t͡ʃintai] ‘escargot’ ;
- /zinmuci/ [dʒimmutʃi] ‘personne riche’ ;
- /jinga/ [jiŋga] ‘homme’.

#### Palatisation
/z/ [z] ~ [d͡z] est palatisé devant /i/ pour devenir [ʒ] ~ [d͡ʒ] et /s/ l'est aussi devant /i/ pour devenir [ʃ]. En oki-no-erabu oriental, les consonnes occlusives vélaires sont palatisées devant /i/ ou /j/. Exemples :
- ‘foie’ se dit [kimu] en dialecte masana (oki-no-erabu occidental) et [t͡ʃimu] en dialecte kunigami (oki-no-erabu oriental) :
- ‘nous’ se dit [wakja] en masana et [watʃa] en kunigami ;
- ‘jambe’ se dit [hagi] en masana et [ɸad͡ʒi] en kunigami.